# Relações entre Brasil e Índia

Chegada ao Rio de Janeiro de Indira Gandhi, primeira-ministra da Índia, 1968. Arquivo Nacional.

As relações entre o Brasil e a Índia são as relações diplomáticas entre a República Federativa do Brasil e a República da Índia. Estas relações foram estabelecidas em 1948. A embaixada da Índia no Brasil foi inaugurada no Rio de Janeiro em 3 de maio de 1948, mudando-se para Brasília em 1 de agosto de 1971 (Brasília tornou-se a capital do Brasil em 1960). O Brasil e a Índia são países geograficamente extensos com diversidades culturais, com governos democráticos e população multiétnica numerosa.
Ambos os países possuem tecnologias avançadas, dividem a mesma visão de desenvolvimento e têm cooperado multilateralmente em questões como comércio internacional, meio ambiente, reforma da Organização das Nações Unidas e a expansão do Conselho de Segurança.

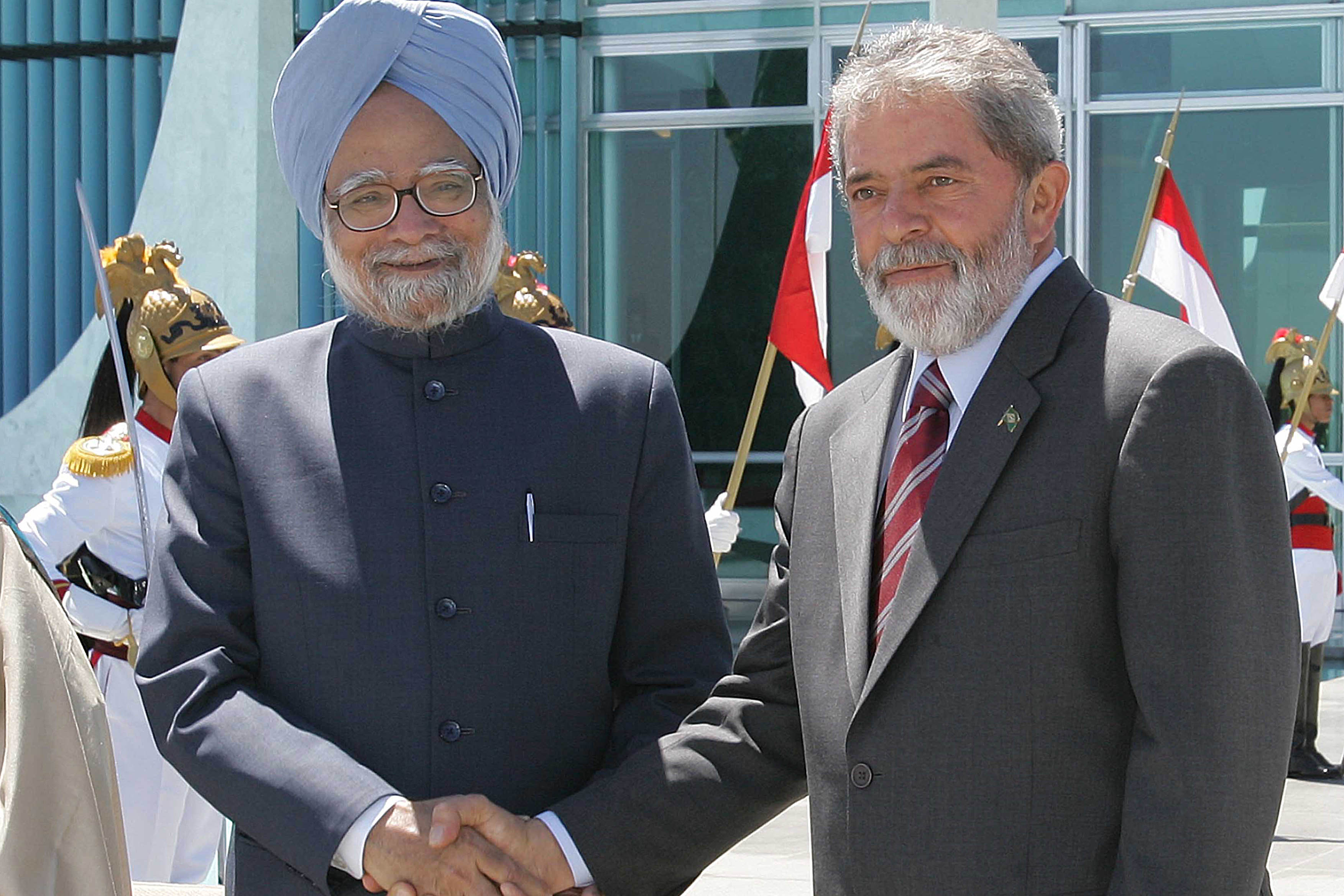
O então presidente Luiz Inácio Lula da Silva cumprimenta o primeiro-ministro da Índia, Manmohan Singh, em Brasília.

## Comércio

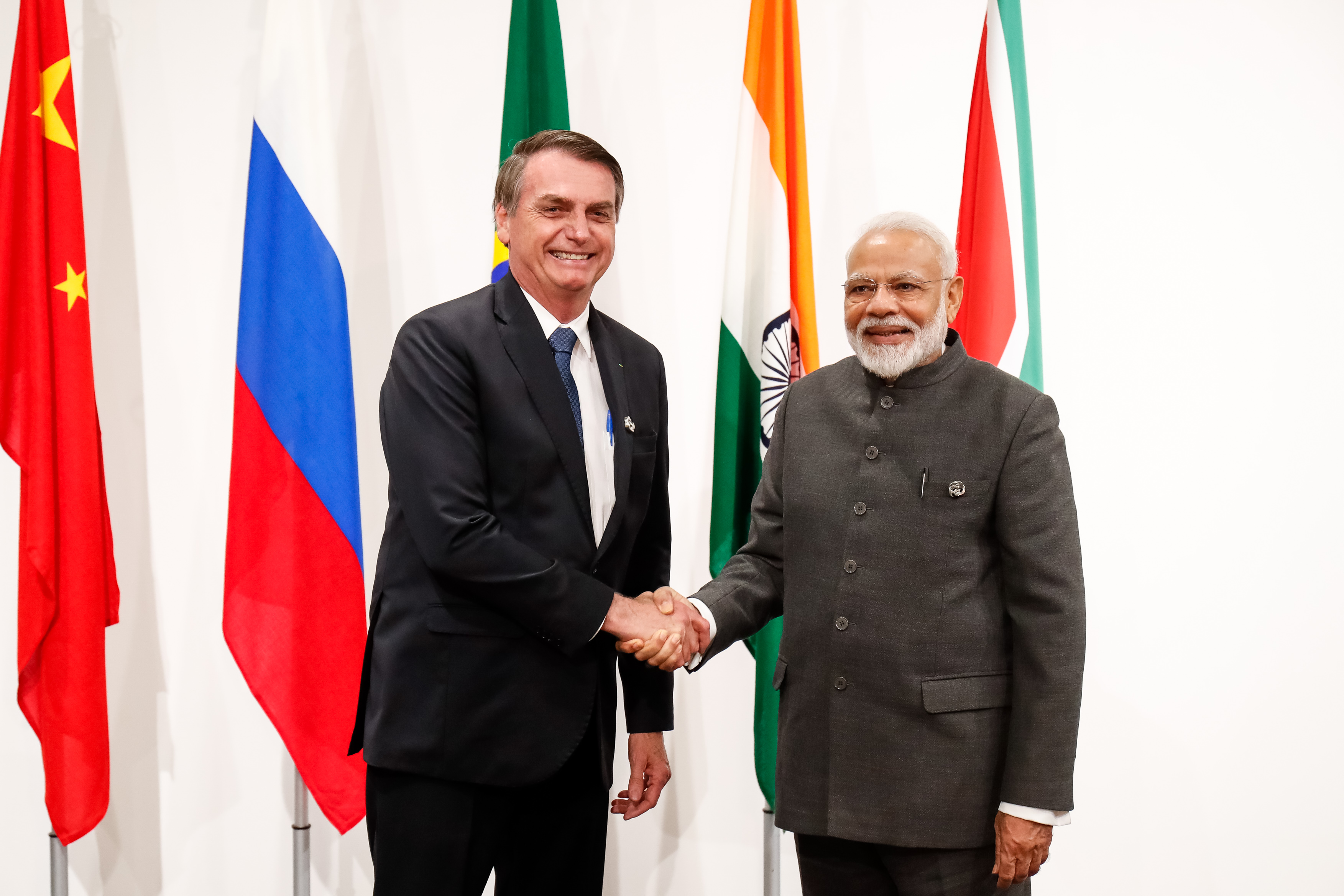
Presidente da República, Jair Bolsonaro, durante recepção ao Primeiro-Ministro da República da Índia, senhor Narendra Modi

As relações comerciais vem crescendo consideravelmente e a cooperação entre os dois países aumentou em diversas áreas, como ciência e tecnologia, farmacêutica e espacial. O comércio bilateral praticamente dobrou em 2007, chegando a US$ 3,12 bilhões de dólares, comparado com US$ 1.2 bilhões de dólares em 2004. Em 2018, o intercâmbio comercial entre ambos países atingiu 7,5 bilhões de dólares.

## Comparação entre os países
|                                                  | Brasil                                | Índia                             |
| ------------------------------------------------ | ------------------------------------- | --------------------------------- |
| População                                        | 210.147.125                           | 1.354.051.854                     |
| Área                                             | 8.515.767 km²                         | 3.287.590 km²                     |
| Densidade populacional                           | 23.8 hab./km²                         | 329 hab./km²                      |
| Capital                                          | Brasília                              | Nova Deli                         |
| Maior cidade                                     | São Paulo                             | Bombaim                           |
| Governo                                          | República federativa presidencialista | República federal                 |
| Línguas oficiais                                 | Português                             | Inglês, hindi, outras 22 línguas. |
| PIB (nominal)                                    | US$ 2,244 trilhões                    | US$ 2 090 trilhões                |
| Moeda                                            | Real                                  | Rupia indiana                     |
| Índice de Desenvolvimento Humano (2018)          | 79.º (0,759)                          | 130.º (0,640)                     |
| Índice de Competitividade Global (2018)          | 80.º (81.º em 2017)                   | 40.º (39.º em 2017)               |
| Produção Científica (2018)                       | 14.º (81,742)                         | 5.º (171.356)                     |
| Reservas Internacionais em 2016 (milhões de USD) | 7.º (372.438)                         | 11.º (350.860)                    |
| Índice de Liberdade Econômica (2018)             | 153.º (51,4)                          | 130.º (55,5)                      |
| Índice Global de Paz (2016)                      | 105.º (100.º em 2015)                 | 141.º (143.º em 2015)             |